# دوغ هندرسون (لاعب كرة قدم)
دوغ هندرسون (بالإنجليزية: Doug Henderson)‏ (6 مارس 1913 بساوثهامبتون في المملكة المتحدة - 1 يناير 2002) هو لاعب كرة قدم بريطاني (وحمل سابقاً جنسية المملكة المتحدة لبريطانيا العظمى وأيرلندا) في مركز الدفاع. لعب مع نادي بريستول سيتي ونادي ساوثهامبتون.